# Aeroportul Ulaangom
Aeroportul Ulaangom (IATA: ULO, ICAO: ZMUG) este un aeroport din Uws-Aimag, Mongolia.
Situat la o altitudine de 1.459 m, aeroportul dispune de o singură pistă.